# Стёпин, Михаил Николаевич
Михаил Николаевич Стёпин (род. 29 марта 1957, Москва) — мастер боевых искусств.
Окончил школу-интернат № 11 с изучением китайского языка, где начал заниматься тайцзицюань и винчун, позже дзюдо и каратэ.
Посещал занятия Ма Сивэна, В. Смелкова, Э. Хасимото, А. Подщеколдина, В. Ковалёва, В. Петрова, Г. Синицкого, в 80-х годах начал заниматься таэквон-до у Пак Джун Тэ и создателя таэквон-до Чой Хон Хи.
В 1975 году начал преподавать каратэ в УВД Советского района г. Москвы, к 1977 году организовал свою школу каратэ, в 1988 году зарегистрировал её как Молодёжный спортивно-культурный центр «Московский Будокан», существующий в виде Школы Шотокан каратэ-до до настоящего времени.
В 1978 году сдал на 1 Дан ученику Р. Пли (Франция) В. Смелкову (3 Дан). Призёр, чемпион соревнований по дзюдо («Динамо») и каратэ (ЦС ФиС) в 1978—1982 годах, судья по каратэ, инструктор по каратэ. Мастер спорта СССР по дзюдо, Мастер спорта СССР по каратэ.
В 1988 году был одним из инициаторов создания первой всесоюзной общественной организации, объединившей энтузиастов воинских искусств для борьбы с существовавшим тогда «запретом каратэ» — ВЦКИВЕ (Всесоюзный Центр по Комплексному изучению Восточных Единоборств при Философском Обществе СССР), затем САВЕ (Советская Ассоциация Восточных Единоборств), ФБИ СССР (Федерации боевых искусств при Госкомспорте СССР).
Осенью 1990 года по инициативе М. Стёпина были созданы Курсы Госкомспорта СССР при Федерации Боевых Искусств СССР по подготовке тренеров по каратэ. Впервые после запрета на каратэ сотни инструкторов вновь получили право на законное преподавание каратэ. Первые всесоюзные семинары для инструкторов прошли по созданной М. Стёпиным и утвержденной Госкомспортом СССР Программе подготовки и экзаменов по каратэ.
В 1989 году был избран председателем Всесоюзной Комиссии по таэквон-до. Участвовал в создании Всероссийской Федерации Таэквон-до (ИТФ), Федерации Таэквон-до России (ГТФ).
В 1990 году был избран Президентом Федерации каратэ-до СССР.
С 1993 года — Генеральный секретарь Ассоциации Боевых Искусств России, с 2004 года — член Президиума Комитета по боевым искусствам Общественной палаты Россия-Беларусь.
Шеф-инструктор и инициатор создания Федерации Шотокан каратэ-до Республики Абхазия, Федерации боевых искусств Республики Абхазия.
Автор статей о каратэ, таэквондо и других боевых искусствах.
Преподаёт классическое традиционное каратэ как боевое искусство, не ограничивая его спортивными рамками, как часть традиционной восточной культуры, делая акцент на его прикладном характере и влиянии на психическое и физическое здоровье человека и его активное долголетие.
Обладатель 8 дана Шотокан каратэ, 4 дана таэквон-до (ИТФ), 5 дана таэквон-до (ГТФ), 7 дана таэквондо (АИМАА), Заслуженный Мастер боевых искусств (НФБИ).
Женат, имеет сына. Жена — Стёпина Елена Михайловна, обладатель 4 Дана Шотокан каратэ, Мастер боевых искусств (НФБИ).